# Остров Тома
Остров Тома — остров архипелага Земля Франца-Иосифа. Административно относится к Приморскому району Архангельской области России.
Расположен в юго-западной части архипелага в 1,5 километрах к востоку от острова Брюса недалеко от мыса Пинегина.
Остров имеет форму полумесяца длиной около 700 метров. Свободен ото льда, особых возвышенностей не имеет.

## Топографические карты
- Лист карты U-39-XXXI,XXXII,XXXIII Земля Георга. Масштаб: 1 : 200 000. Издание 1965 г.